# Willie Smith (pianiste)
Pour les articles homonymes, voir William Smith et Smith.
 (octobre 2024).
Si vous disposez d'ouvrages ou d'articles de référence ou si vous connaissez des sites web de qualité traitant du thème abordé ici, merci de compléter l'article en donnant les références utiles à sa vérifiabilité et en les liant à la section « Notes et références ».
Willie Smith dit The Lion (25 novembre 1897 à Goshen - 18 avril 1973 à New York) est un pianiste de jazz américain, un des maîtres du piano stride.

## Biographie
William Henry Joseph Bonaparte Bertholoff Smith est né dans l'État de New York. Il apprend à jouer sur le piano de sa mère à 6 ans. Au début des années 1910, il commence à jouer à New York et à Atlantic City.
Smith a servi sous les drapeaux pendant la première Guerre mondiale en France, et il a joué de la batterie dans l'orchestre militaire dirigé par Tim Brymn (en).
Il retourne à New York après la guerre, où il travaille pendant des dizaines d'années dans l'ombre comme soliste, ou parfois en groupe et accompagne des chanteurs de blues comme Mamie Smith. Il est le pianiste dans Crazy Blues le premier enregistrement de blues en 1920. Son premier enregistrement sous son propre nom date du milieu des années 1930.
Sa musique est enfin reconnue par une plus grande audience dans les années 1940, et il fait des tournées en Amérique du Nord et en Europe jusqu'en 1971.
Sa tenue habituelle était un chapeau melon et un énorme cigare. Il a fortement influencé Duke Ellington, qui a écrit Portrait of the Lion et Second Portrait of the Lion' en son honneur.
Il a également joué en 1970 dans le film de Louis Panassié, l'Aventure du jazz. Il a laissé une autobiographie, Music on My Mind, publiée en 1965.
Il meurt à 79 ans, à New York.